# Wąsosz (Podlachia)
Wąsosz è un comune rurale polacco del distretto di Grajewo, nel voivodato della Podlachia.
Ricopre una superficie di 117,92 km² e nel 2004 contava 4 062 abitanti.